# Kamenicky rybnik
Kamenicky rybnik este o arie protejată (arie specială de conservare — SAC, sit de importanță comunitară — SCI) din Republica Cehă întinsă pe o suprafață de 3,72 ha, integral pe uscat.

## Localizare
Centrul sitului Kamenicky rybnik este situat la coordonatele 49°31′37″N 15°26′05″E / 49.526944°N 15.434722°E.

## Înființare
Situl Kamenicky rybnik a fost declarat sit de importanță comunitară în noiembrie 2009 pentru a proteja 1 specie de plante. Situl a fost protejat și ca arie specială de conservare în decembrie 2015.

## Biodiversitate
Situată în ecoregiunea continentală, aria protejată conține 1 habitat natural: Ape stătătoare oligotrofe până la mezotrofe, cu vegetație de Littorelletea uniflorae și/sau de Isoëto-Nanojuncetea.
La baza desemnării sitului se află o specie protejată de  plante: Coleanthus subtilis